# PR-407

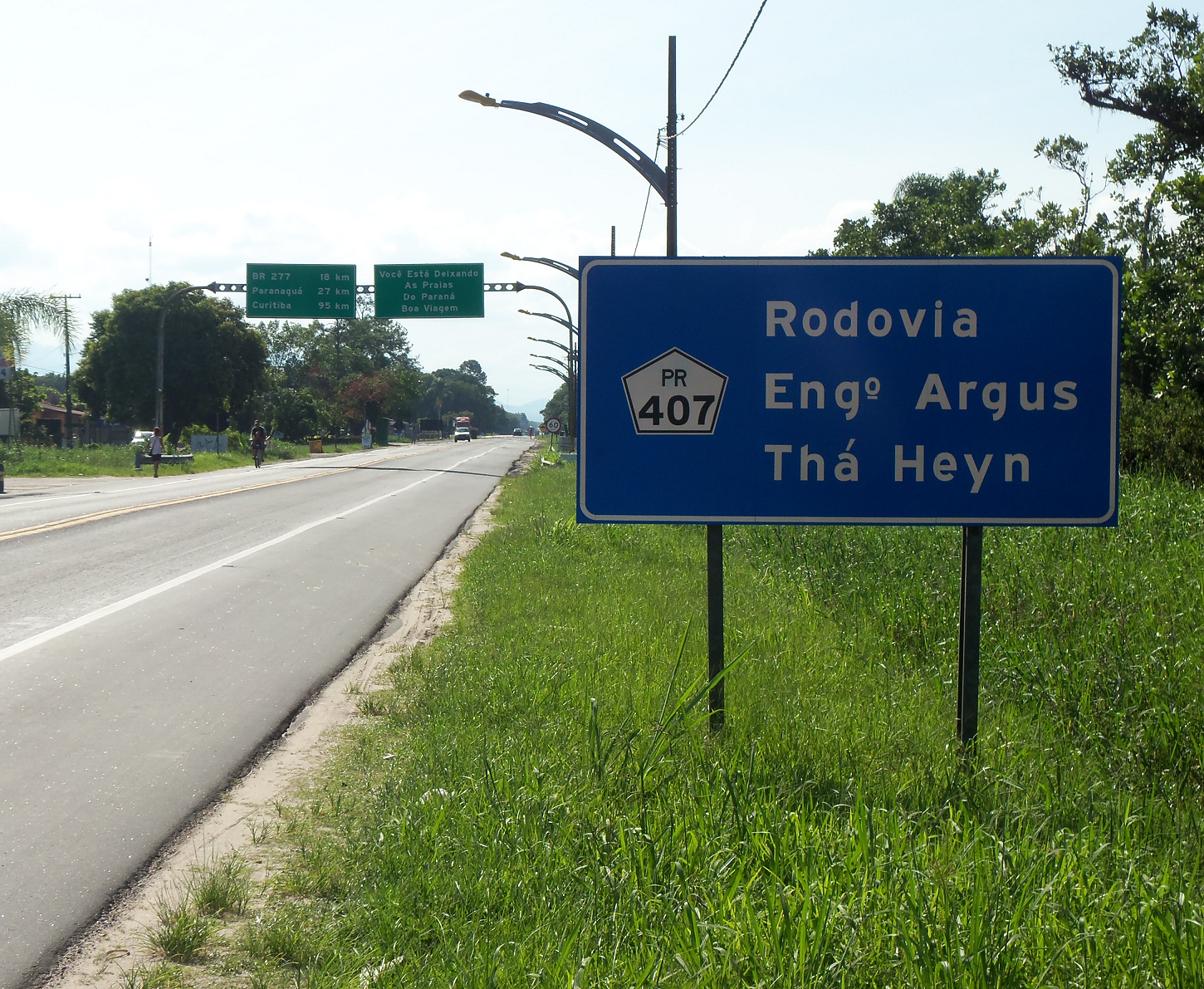
Rodovia PR-407, no Km 18 (próximo à Praia de Leste, sentido PR-412 > BR-277)

A Rodovia PR-407 é uma estrada pertencente ao governo do Paraná que faz a ligação da BR-277 com a rodovia que margeia boa parte do litoral do Estado, a PR-412.  As duas rodovias estaduais tem entrocamento na localidade de Praia de Leste, no município de Pontal do Paraná.  É denominada Rodovia Argus Thá Heyn, de acordo com a Lei Estadual 13.052 de 16/01/2001.
A manutenção e conservação da PR-407 estão atualmente concedidas à empresa EPR

## Trechos da Rodovia
A rodovia possui uma extensão total de 18,8 km.
| Ponto de referência                   | Extensão do trecho | Extensão acumulada | Situação    |
| ------------------------------------- | ------------------ | ------------------ | ----------- |
| Entroncamento BR-277                  | ---                | 0 km               | ---         |
| Fim da pista duplicada                | 3,5 km             | 3,5 km             | Duplicado   |
| Entroncamento PR-412 (Praia de Leste) | 15,3 km            | 18,8 km            | Pavimentado |

Extensão pavimentada: 18,8 km (100,00%)
Extensão duplicada: 3,5 km (18,62%)

## Cidades atravessadas pela rodovia
- Paranaguá
- Pontal do Paraná (na localidade de Praia de Leste)